# Дмитрієвська (Красноборський район)
Дмитрієвська (рос. Дмитриевская) — присілок в Красноборському районі Архангельської області Російської Федерації.
Населення становить 6 осіб. Входить до складу муніципального утворення Черевковське сільське поселення.

## Історія
Від 2004 року входить до складу муніципального утворення Черевковське сільське поселення.

## Населення
| 2002 | 2010 |
| ---- | ---- |
| 13   | ↘6   |